# Dilobopterus ponerus
Dilobopterus ponerus är en insektsart som beskrevs av Young 1977. Dilobopterus ponerus ingår i släktet Dilobopterus och familjen dvärgstritar. Inga underarter finns listade i Catalogue of Life.